# Peter Mathebula
Peter Mathebula (* 3. Juli 1952 in der heutigen Provinz Gauteng, Südafrika; † 18. Januar 2020, Gauteng) war ein südafrikanischer Boxer im Fliegengewicht.

## Profikarriere
Im Jahre 1971 begann er erfolgreich seine Profikarriere. Am 13. Dezember 1980 boxte er gegen Tae-Shik Kim um die WBA-Weltmeisterschaft und gewann durch geteilte Punktrichterentscheidung. Diesen Gürtel verlor er allerdings bereits in seiner ersten Titelverteidigung an Santos Laciar im März des darauffolgenden Jahres durch Knockout.
Im Jahre 1983 beendete er seine Karriere. Am 18. Januar 2020 starb er nach langer Krankheit.